# Кожланангер
Кожланангер (горномар. Кожланӓнгӹр) — деревня в Горномарийском районе Республики Марий Эл. Входит в состав Кузнецовского сельского поселения.

## География
Находится в юго-западной части республики Марий Эл на расстоянии приблизительно 21 км на юг-юго-восток от районного центра города Козьмодемьянск.

## История
Впервые упоминается в 1717 году. В 1859 году здесь (тогда Большие Кожланангеры) насчитывалось 26 дворов (184 человека). В 1897 году в «околодке Кожланангер» было 35 дворов (193 человека). В 1919 году в деревне было 44 двора с населением в 241 человек, а в 1925 году — 206 человек. В 1929 году в ней насчитывалось 36 дворов (219 человек). в 1940 году в деревне насчитывалось 44 двора с населением в 251 человек. В 2001 году здесь было отмечено 37 дворов. В советское время работали колхозы им. Маяковского, «Дружба» и позднее СПК «Кузнецовский».

## Население
Население составляло 93 человека (горные мари 96 %) в 2002 году, 78 в 2010.